# FLAC
FLAC er en forkortelse for: Free Lossless Audio Codec, dvs. et lydkompressionsformat, der ikke taber information som f.eks. mp3 og Ogg Vorbis.
FLAC kan sammenlignes med andre tabsfrie algoritmer som f.eks. ZIP, men da det er konstrueret med henblik på lyddata, opnår man en relativt højere kompression. Typisk opnår man 30-70% pladsbesparelse ved en lydfil med CD-kvalitet, hvor ZIP kun giver 20-40% pladsbesparelse. 
Det gør formatet velegnet til opbevaring af originale lydoptagelser i f.eks. musikarkiver. Men også til transport af lyd uden tab af information er det velegnet.
Formatet kan anvendes inden for mange operativsystemer, typisk GNU/Linux, Mac OS X og Windows.
FLAC er både en algoritme (codec) til at komprimere lyd, og en container (filformat) til at lagre lyden, og noget metadata i. Codec'et koder lyd tabsfrit (i modsætning til f.eks. MP3, AAC og Ogg Vorbis) FLACs primære forfatter er Josh Coalson.
FLAC reducerer båndbredde og pladskrav uden at ofre noget lydkvalitet. En digital lydoptagelse (som f.eks. et CD spor) kan kodes i FLAC og derefter kodes tilbage. Data vil derefter være identisk med det man startede med. Dette er ikke tilfældet med andre lydcodecs med tab (førnævnte).
Lyd kodet i FLAC vil typisk være 40 til 50 procent (46% ifølge FLACs forfattere) så stor som den originale ukomprimerede lyd.
FLAC kan bruges til hverdags lydlagring og -afspilning, og det har understøttelse for tagging, pladeomslagsbilleder, og hurtig spolning. FLACs frie (og open source) licens (royalty-fri) har gjort det muligt at understøtte FLAC i mange forskellige applikationer, men der er stadig kun begrænset understøttelse for FLAC i portable musikafspillere.
Den 29. januar 2003, annoncerede Xiphophorus (nu kendt som Xiph.Org Foundation) at FLAC ville blive vedligeholdt hos dem, sammen med andre frie lydcodecs som Vorbis, Theora og Speex.